# Dagmar Berková
Dagmar Berková (6. června 1922, Vídeň - 29. května 2002, Praha) byla česká grafička, ilustrátorka a malířka.

## Život
Vystudovala Umělecko-průmyslovou školu v Praze u prof. Františka Muziky. Věnovala se grafice, převažuje však její tvorba v oblasti dětské knižní ilustrace. Připomeňme zejména její ilustrace ke Carrollově Alence v říši divů nebo k Andersenovým pohádkám. Její barevné vidění spolu s dramatickým vyjádřením na ploše ilustrace ji nutně přivedlo i ke spolupráci s animovaným filmem.

## Dílo

### Ilustrace (výběr)
- 1961 Lewis Carroll: Alenka v říši divů a za zrcadlem
- 1969 Louskáček (František Petřík podle E.T.A. Hoffmanna a A. Dumase)
- 1969 Helena Šmahelová: Velké trápení
- 1971 Charles Dickens: Čarovná rybí kostička
- 1972 Nicole Lesueur: Tajemství žlutého balónku
- 1979 Hans Christian Andersen: Pohádky
- 1979 Hans Christian Andersen: Sněhová královna

### Animované filmy
- 1968 Svatopluk a jeho synové čili pravdivý konec Říše velkomoravské (námět a režie: Jaroslav Boček), za tento film obdržela hlavní ceny na festivalech v Benátkách a v Corku
- 1972 Vdova z Efezu (námět a režie: Jaroslav Boček), cena francouzského a mezinárodního tisku v Grenoblu
- 1979 O Maryšce a vlčím hrádku